# Jüdischer Friedhof (Brandshagen)
Koordinaten: 54° 15′ 27,6″ N, 13° 11′ 40,9″ O

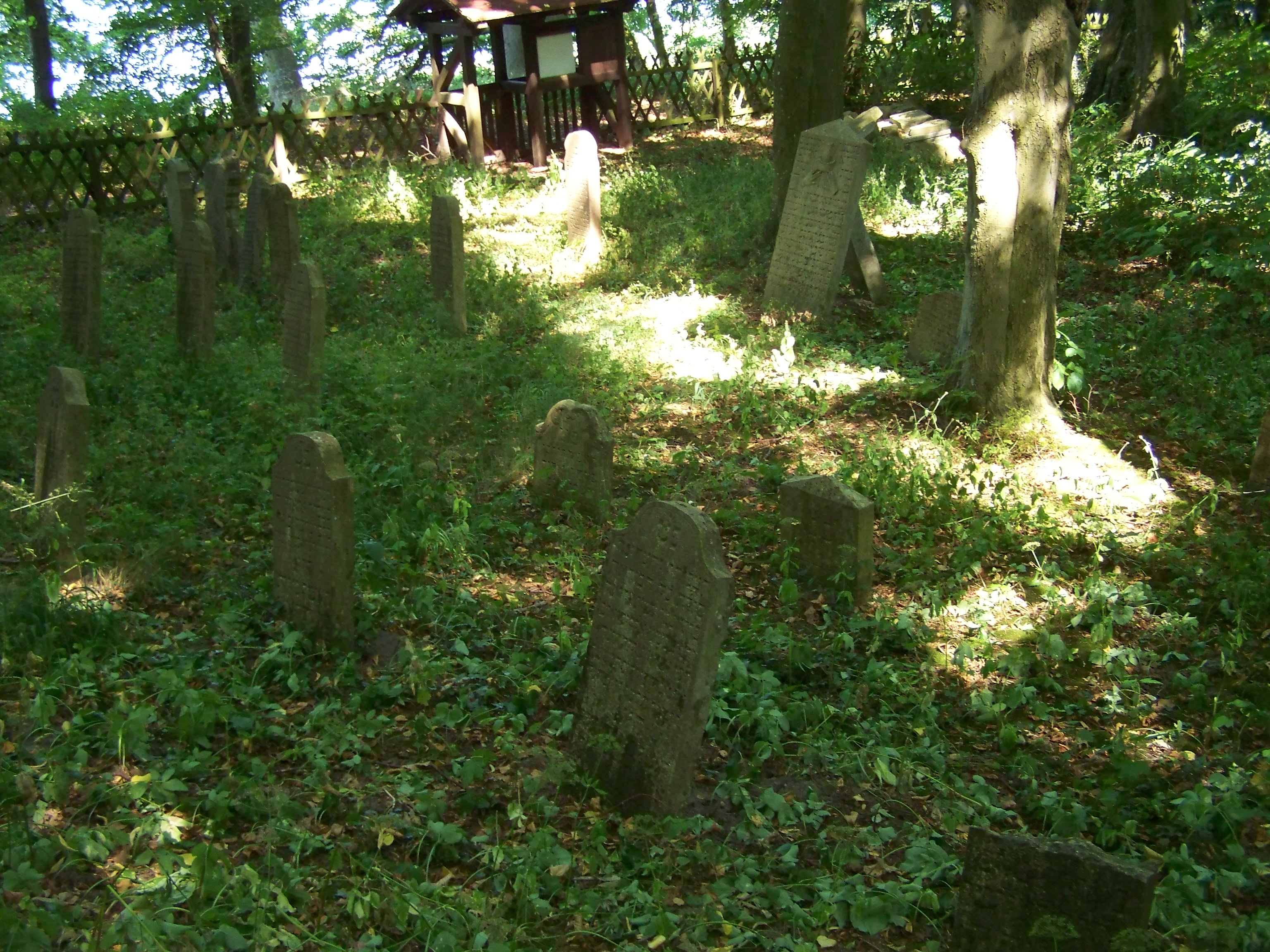
Jüdischer Friedhof in Niederhof – Zustand 2008

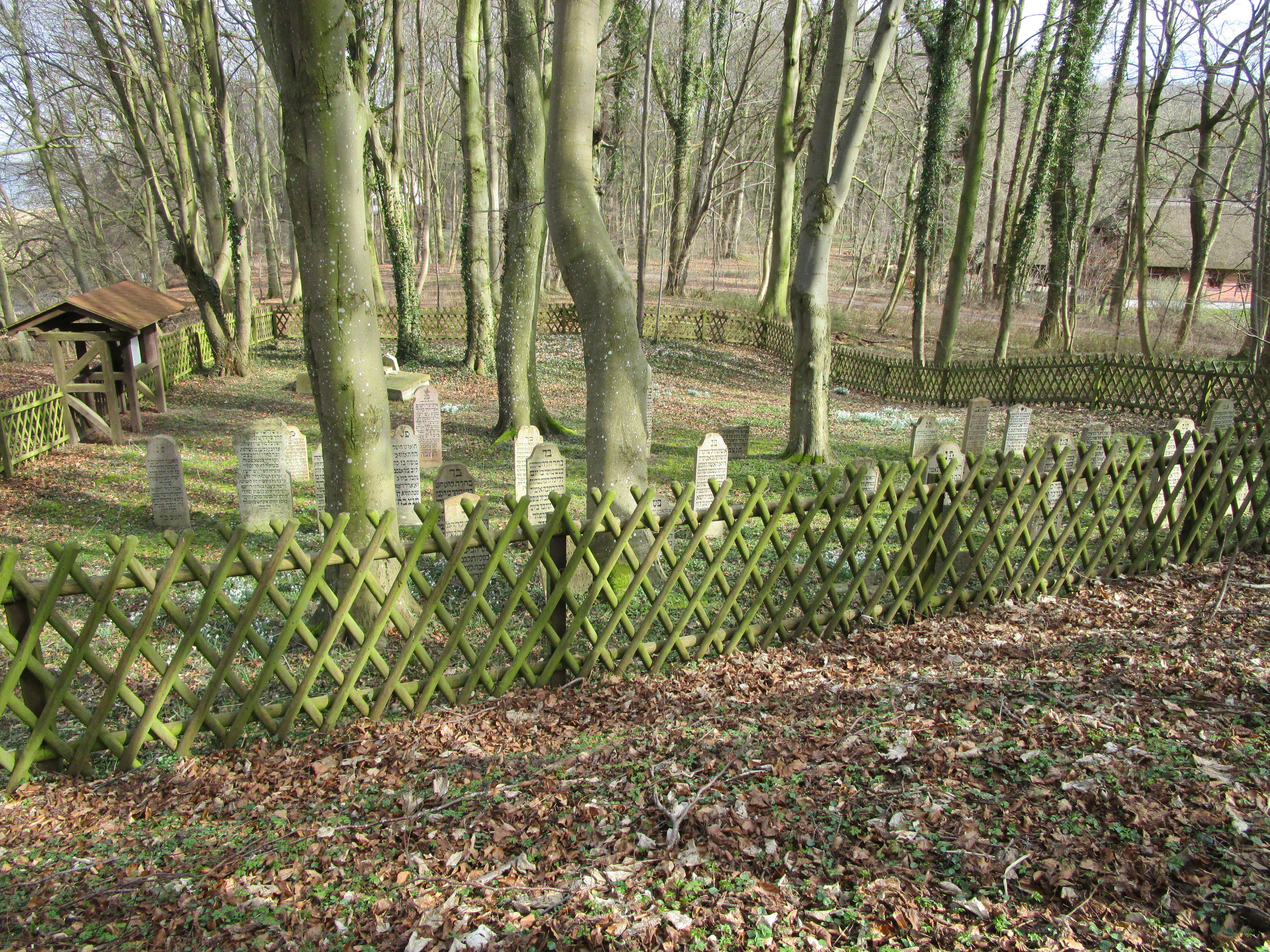
Jüdischer Friedhof Niederhof – Zustand 2016

Der Jüdische Friedhof Brandshagen liegt nördlich von Niederhof. Dieser Ort gehört zu Brandshagen, einem Ortsteil der Gemeinde Sundhagen im Landkreis Vorpommern-Rügen in Mecklenburg-Vorpommern.

## Beschreibung
Der jüdische Friedhof befindet sich im westlichen Teil des Naturschutzgebietes Kormorankolonie bei Niederhof. Der Friedhof liegt an einem bewaldeten slawischen Ringwall unweit des Sundes in der Nähe einer der größten Kormorankolonien Mitteleuropas.
Die Friedhofsfläche umfasst etwa 2,80 Ar. Es sind noch 60 Grabsteine bzw. Grabsteinreste vorhanden, davon in originaler Stellung und in gutem Zustand 26.
Jüdische Friedhöfe wurden in den amtlichen Karten als Begräbnisplatz bezeichnet und mit einem L statt einem † signiert. Zwar enthält das Preußische Urmeßtischblatt von 1835 eine Beschriftung als: „Juden Kirchhof“, aber das Messtischblatt von 1880 zeigt keine Signatur und keine Beschriftung. Meistens wurden die Plätze weit außerhalb der Städte oder Gemeinden angelegt, überwiegend an den Scheunenvierteln oder ähnlich abgelegenen Orten. Hier in Niederhof ist eine Lage am weit abgelegenen Burgwall typisch.
Ein Gedenkstein zur Erinnerung an die in der NS-Zeit ermordeten Juden ist aufgestellt.

## Geschichte
Dies ist der älteste erhaltene jüdische Friedhof an der Ostseeküste. Er wurde von der seit 1765 in Stralsund bestehenden jüdischen Gemeinde angelegt. Diese durfte in Stralsund keinen Begräbnisplatz anlegen und war gezwungen, ihre Toten zunächst in Bad Sülze beizusetzen. 1776 verstarb die Tochter des Stralsunder jüdischen Münzagenten Hertz. Diesem wurde vom Münzdirektor Joachim Ulrich Giese erlaubt, das Kind in dessen Gutspark nahe Gut Niederhof beizusetzen. Im Laufe der folgenden Jahrzehnte erfolgten weitere Beisetzungen in Niederhof. Bis 1850 wurden hier Juden aus Stralsund, Greifswald und anderen vorpommerschen Städten beigesetzt. Während der Zeit des Nationalsozialismus wurde der Friedhof nicht zerstört, aber er verfiel, weil keine jüdischen Gemeinden mehr vorhanden waren.
Noch in den 1950er Jahren wurden einzelne Grabsteine als Baumaterial entnommen, es gab auch Schändungen. 1964 wurde der außerordentlich schöne Friedhof zum Kulturdenkmal erklärt. Auf einem Fundament aus den Bruchstücken von zerschlagenen Grabsteinen errichtete man einen Gedenkstein mit der Inschrift:
„Errichtet im Gedenken derer die hier in Frieden ruhen und zum Gedenken der sechs Millionen ermordeter jüdischer Menschen“. Ein Dr. Ehmke aus der Region rettete viele zu Bauzwecken verstreute Steine des Friedhofes und brachte sie zurück. Ausstellungen zur Geschichte des Friedhofes fanden in Zingst (Kirche), Brandshagen (Kirche), Berlin (Galerie Teasing), Greifswald (Domturmgalerie) und Röbel (Engel´scher Hof-Alte Synagoge) statt. Ein in Wusterhusen gefundener Grabstein von Dore Kirtstein wurde in den Ausstellungen in Greifswald und Röbel gezeigt und konnte dem nicht mehr vorhandenen Friedhof von Greifswald zugeordnet werden, nachdem anfangs alles auf Niederhof hinzudeuten schien. Dieser Stein wurde 2008 dem Pommerschen Landesmuseum übergeben und soll dort ausgestellt werden zur Geschichte der Juden in Pommern.
1990 waren noch die genannten 60 Steine oder deren Reste ermittelbar. 1999 wurde die Umfriedung errichtet, um diese einmalige Anlage mit den 26 stehenden Malen zu schützen. Nach 2008 erfolgte eine umfassende Restaurierung. Alle Steine wurden gereinigt, befestigt und die Schriften restauriert. Die Anlage ist jetzt gut gepflegt.

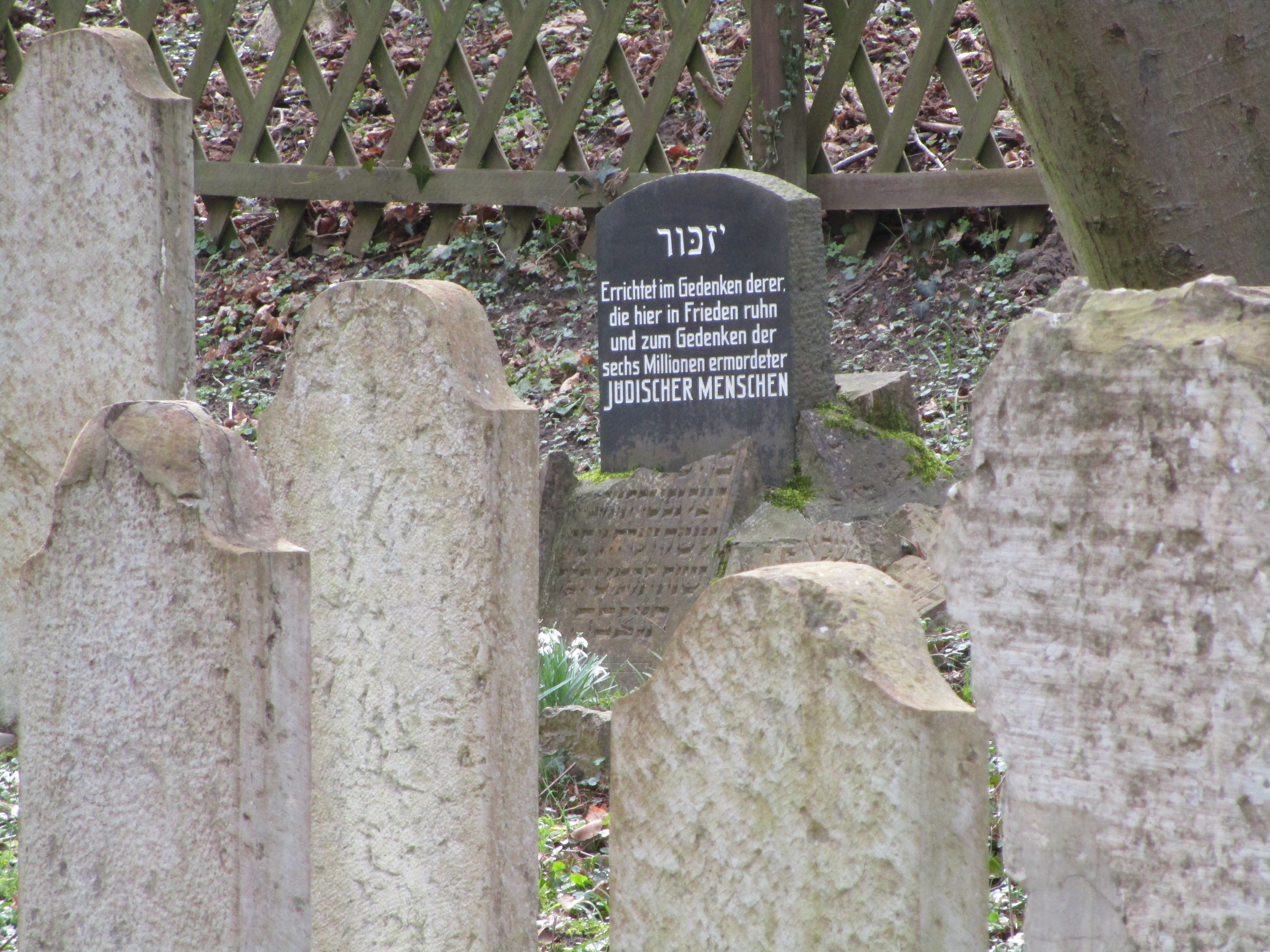
Der Gedenkstein von 1964 im Friedhof Niederhof
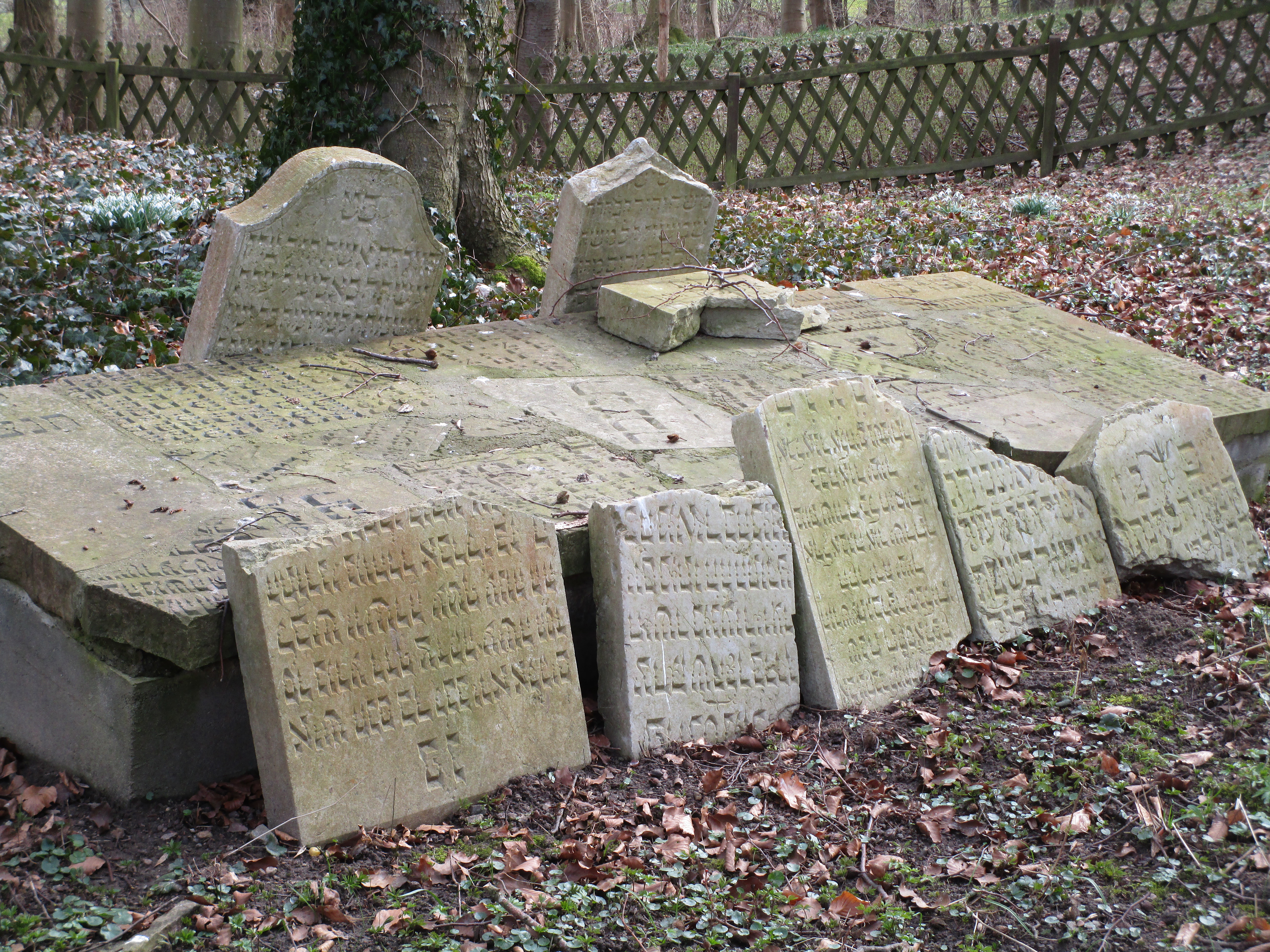
Sammlung der geretteten Bruchstücke Friedhof Niederhof
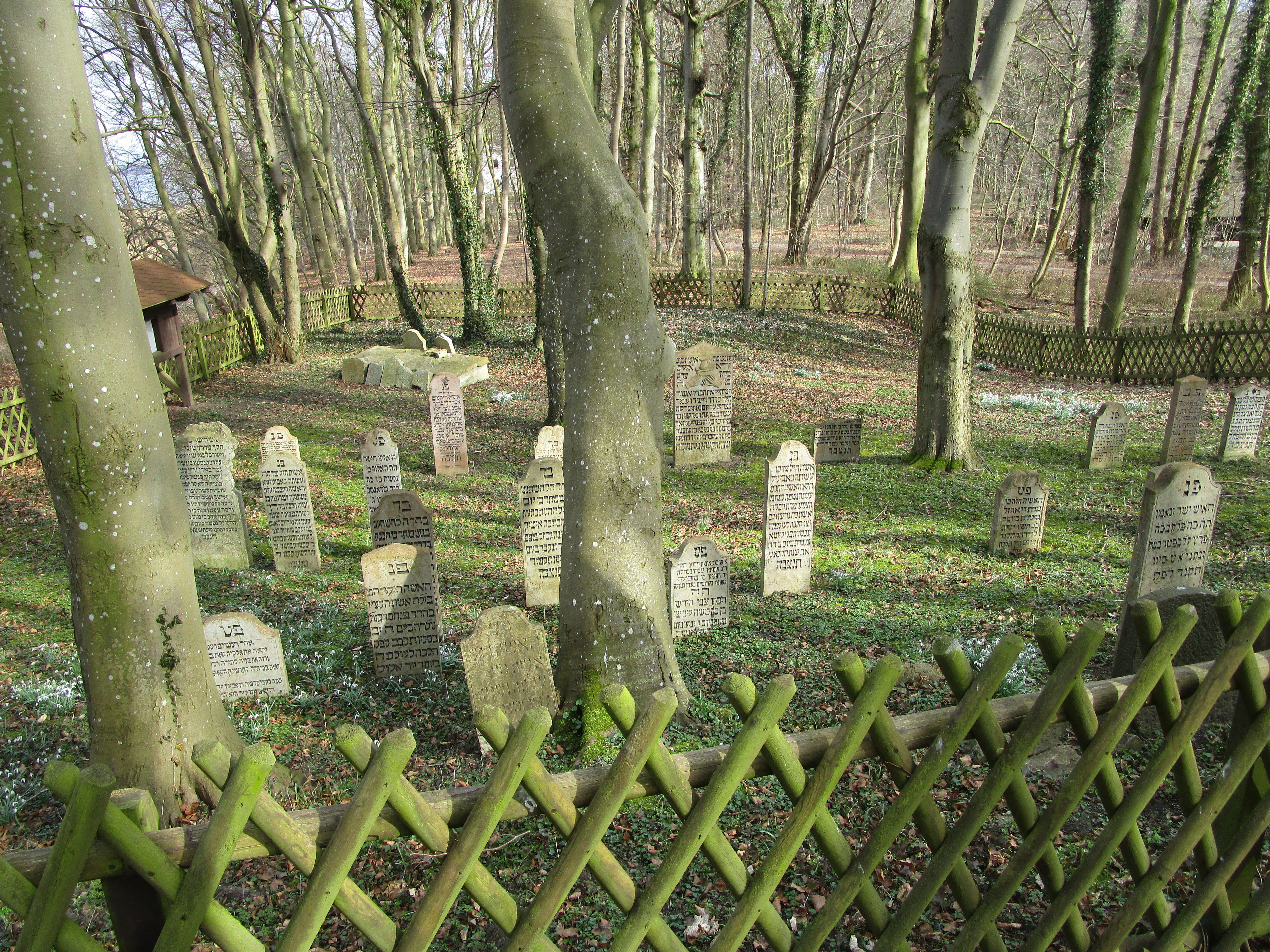
Restaurierte Steine mit Schrift nach Westen
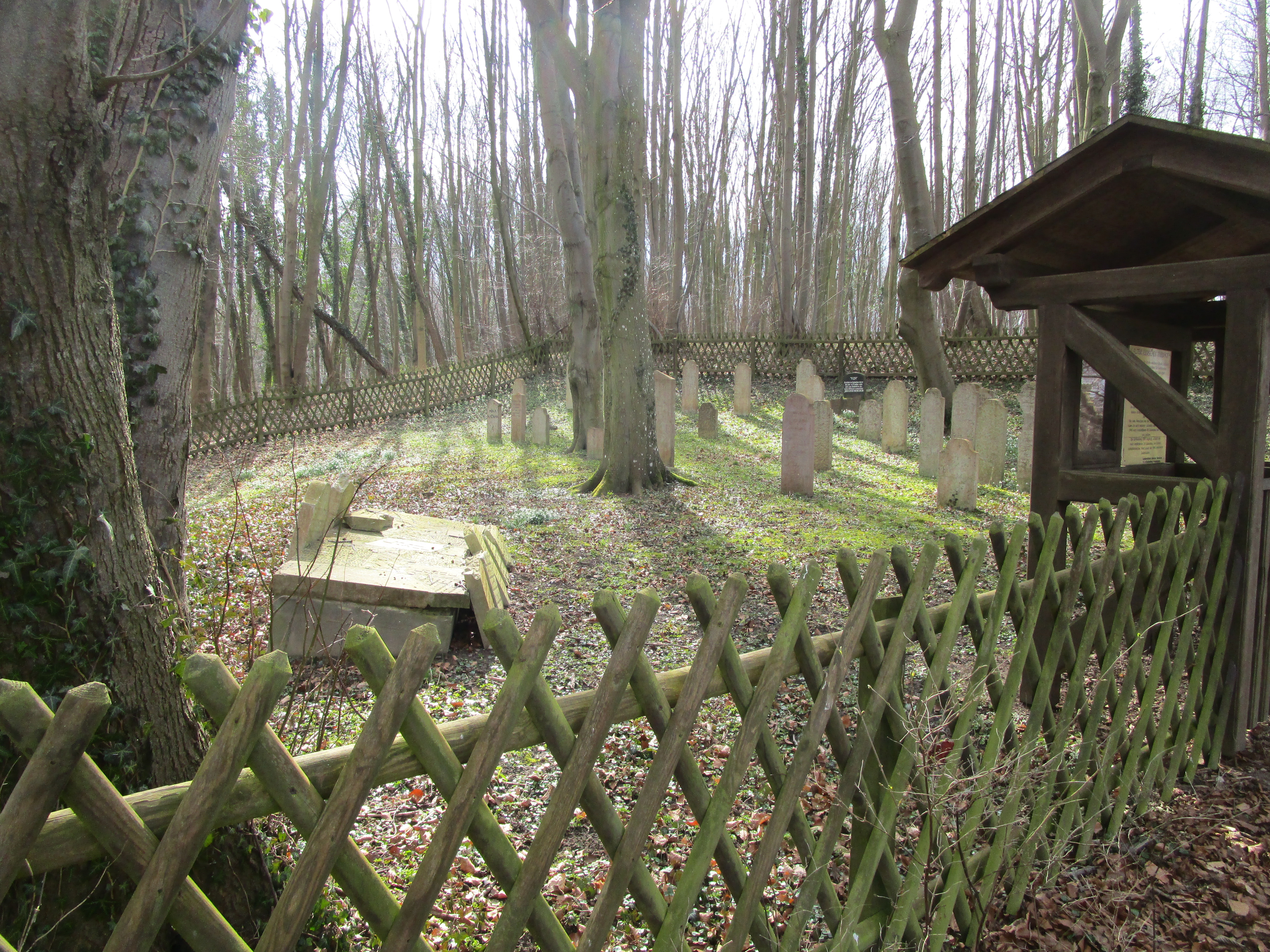
Anlage des Jüdischen Friedhofes von Nordosten